# 中央低地 (スコットランド)
座標: 北緯56度24分29秒 西経4度02分38秒 / 北緯56.408度 西経4.044度

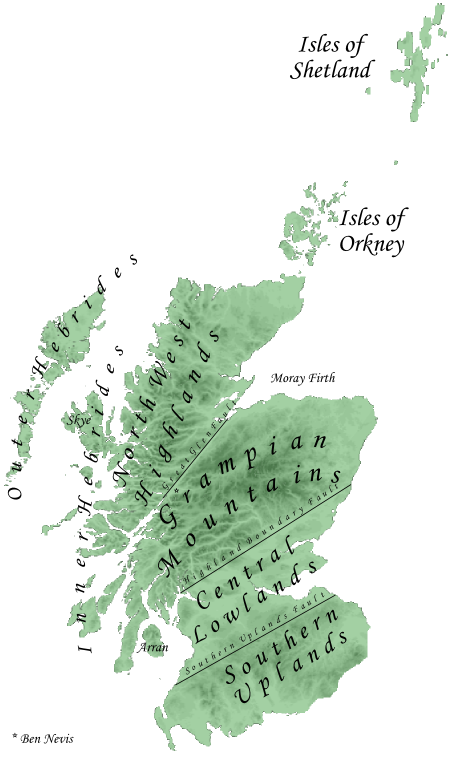
スコットランドのおもな地理区分。

中央低地（ちゅうおうていち）、セントラル・ローランド（英語: Central Lowlands）、あるいは、ミッドランド・バレー (Midland Valley) は、スコットランド南部の、地質学的に定義される、比較的標高の低い地域。中央低地は、北側のハイランド境界断層と南側の南部高地断層に挟まれた地溝帯から成っている。中央低地は、北側から北西側に位置するハイランドおよび島嶼地方、南の断層線の南側に広がる南部高地とともに、スコットランドを三分割する地理区分のひとつである。

## 地質と地形

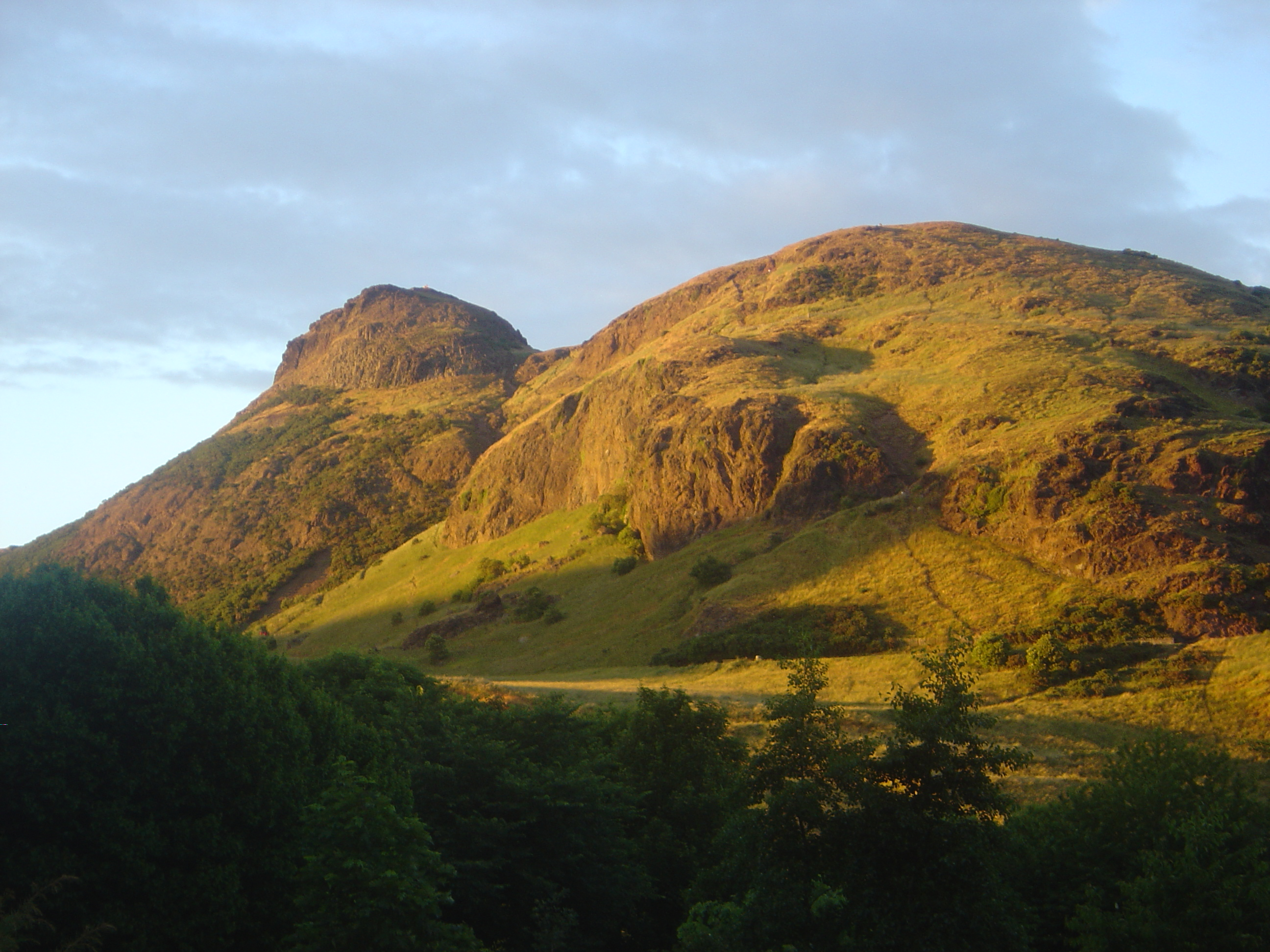
エディンバラにあるアーサーの玉座。

中央低地は大部分が古生代の地層の上にある。この地域にある堆積岩の多くは、経済的な意義をもち、この地域に見出された石炭と鉄鉱石が、スコットランドの産業革命を推し進めた。この地域では火山活動の痕跡も見られ、エディンバラにあるアーサーの玉座は、3億年ほど前の石炭紀にはるかに大規模な活火山があったことの痕跡である。概ね低地が大部分ではあるが、オウヒル丘陵やキャンプシー・フェルなど丘陵も多く、周辺に丘陵がないという場所はほとんどない。スコットランドの他の地域と同様に、全域が更新世の氷期における氷河の影響を受けている。

### 境界断層
ハイランド境界断層は、南西方のアラン島のロホランザから、ビュート島、ヘレンズバラを通り、アンガス州のストラスモアの北の境界を通り、北東方のストーンヘイブンに至る。この断層は、カレドニア造山運動の時期に活動的であり、それは、オルドビス紀の半ばからデボン紀の半ばにかけて、すなわち、イアペトゥス海が閉じられていった5億2千万年から4億年ほど前の時期に生じた、プレートテクトニクスにおけるプレート同士の衝突によるものであった。この断層によって中央低地には、深さ4,000mに達する大規模なリフトが生じ、さらに垂直方向の変動が起こった。この垂直方向の運動は、その後、水平方向のせん断運動へと移った。
南部高地断層は、西方のリンズ・オブ・ギャロウェイから、エディンバラから30マイル (50 km)ほどの東海岸にあるダンバーへと走っている。

## 人文地理
肥沃な低地の農業適地と、経済的価値の高い石炭や鉄鉱石の堆積がもたらした高い生産性は、中央低地の人口密度を、スコットランドの他の地域よりも稠密なものとした。グラスゴー、エディンバラ、スターリング、ダンディーといった主要都市は、いずれも中央低地にあり、スコットランドの人口の過半はこの地域に住んでいる。